# Gautier Ier de Chappes
Ne doit pas être confondu avec Gautier de Chappes († vers 1207), ecclésiastique et chancelier de Champagne.
Gautier Ier de Chappes (né vers 1050 - † avant 1111) est le seigneur de Chappes à la fin du XIe siècle et au début du XIIe siècle. Il est le fils de Clarembaud Ier de Chappes et de Gillette de Plancy, ainsi que le frère d'Hugues Ier de Plancy.

## Biographie
En 1067, à Melun, encore jeune il fait partie des 32 souscripteurs d'une décision du roi Philippe Ier où il est nommé comme Gautier fils de Clarembaud de Chappes.
Il hérite de son père du titre de seigneur de Chappes alors que son frère puîné, Hugues de Plancy, hérite de leur mère du titre de seigneur de Plancy. Il est aussi probablement abbé laïc de l'abbaye Saint-Loup de Troyes.
Par son mariage avec Flandrine de Troyes, il obtient probablement une partie de la vicomté de Troyes.
En 1096, il participe probablement à la première croisade, et peut-être également à la prise de Jérusalem en 1099.
Avant 1114, il donne avec sa mère Gillette de Plancy des terres à l'abbaye de Molesme.

## Mariage et enfants
Il épouse Flandrine de Troyes, probablement vicomtesse de Troyes, possible fille de Guillaume Busac, peut-être comte d'Eu, et d'Adélaïde de Soissons, comtesse de Soissons, dont il aurait deux enfants :
- Clarembaud II de Chappes, qui succède à son père ;
- peut-être Ponce du château de Chappes, qui possède des revenus sur la vicomté de Troyes.

## Sources
- Marie Henry d'Arbois de Jubainville, Histoire des Ducs et Comtes de Champagne, 1865.
- Prosper Adnot, Notes historiques sur l'ancienne ville de Chappes, 1865.
- Edouard de Saint Phalle, Les Seigneurs de Chappes aux XIe et XIIe siècles, 2007.
- Edouard de Saint Phalle, La seigneurie de Chappes et l'origine des vicomtes de Troyes, 2007.